# Ана Кристи (филм)
Ана Кристи (енгл. Anna Christie) је филмска адаптација истоимене драме Јуџина О'Нила у режији Кларенса Брауна. Ово је био први звучни филм Грете Гарбо, која је била у насловној улози. Плашећи се за успех драме због Гретиног шведског нагласка, Метро-Голдвин-Мејер је рекламирао под слоганом Гарбо говори!. Међутим, Ана Кристи је постао филм са највећом зарадом 1930. и био је толико популаран да је 1931. снимљена немачка верзија. Био је номинован за три Оскара: за најбољу глумицу, најбољег режисера и најбољу камеру.